# Arma custos
Arma custos (лат.) — вид полужесткокрылых насекомых из семейства настоящих щитников. Распространён в лесах по всей Палеарктике. Встречаются на различных растениях, на которых охотятся на насекомых; для этих клопов также свойственен каннибализм. Длина тела имаго 12—14,5 мм. Бурые или желтоватые, низ более светлый. Тело удлинённоовальное. Усики жёлтые, третий и четвёртые членики зачастую с чёрными пятнышками.